# Stade Gabriel Montpied
Das Stade Gabriel Montpied ist ein Fußballstadion im Stadtteil Champratel der französischen Stadt Clermont-Ferrand, Département Puy-de-Dôme in der Region Auvergne-Rhône-Alpes. Es bietet 10.810 Plätze und wird vorwiegend vom Fußballverein Clermont Foot genutzt. Eröffnet Ende 1995 erhielt es seinen Namen vom ehemaligen Bürgermeister von Clermont-Ferrand (1944–1973), Gabriel Montpied.

## Geschichte

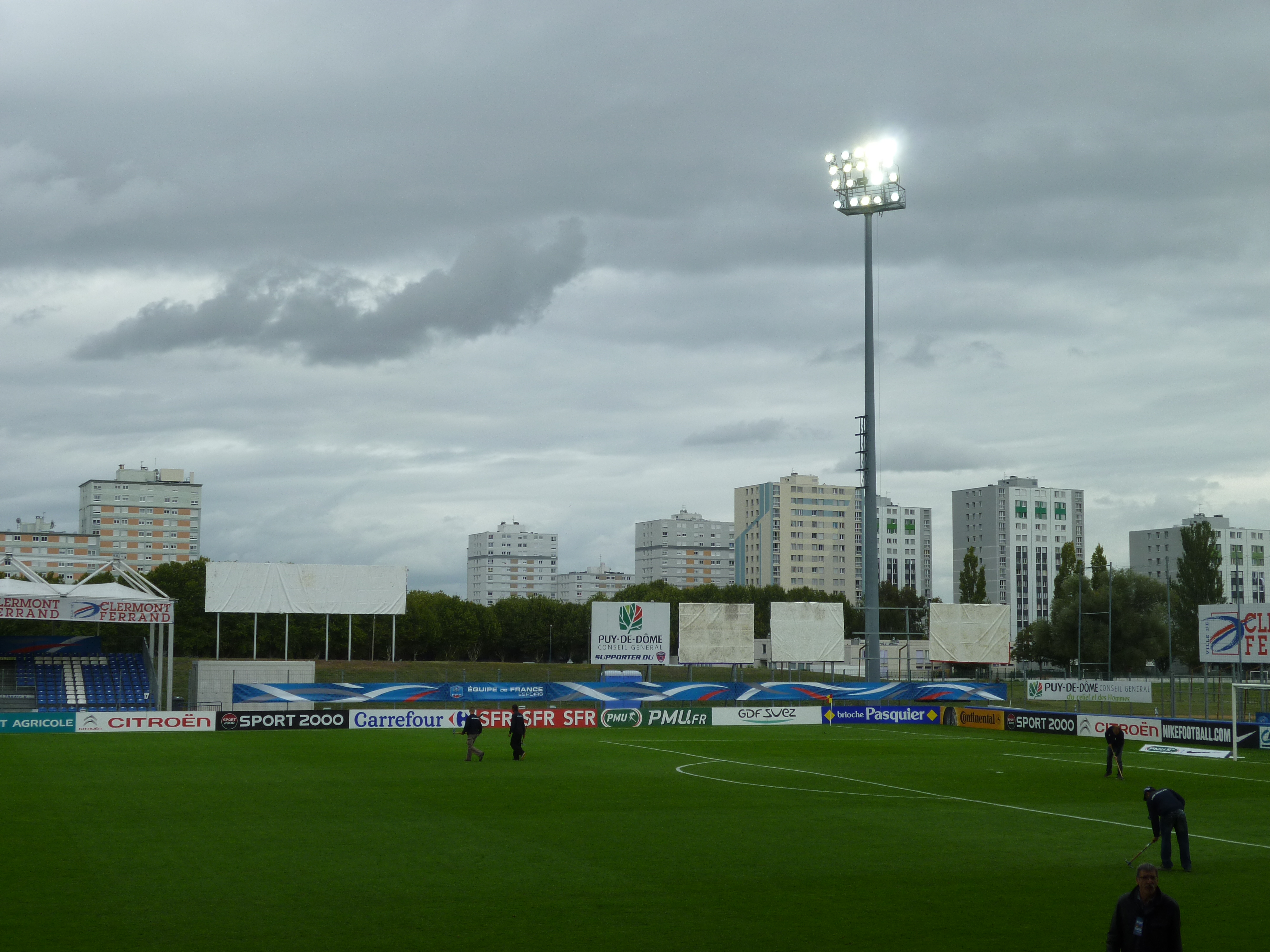
Innenansicht des Stadions

Die Anlage besteht hauptsächlich aus der 8000 Zuschauer fassenden Haupttribüne Gergovie. Auf der Gegentribüne Limagne finden 1100 Zuschauer Platz. Die Ränge hinter den Toren heißen Livradois und Volcano. Die Haupttribüne mit ihrem bogenförmige Dach erinnert an ein menschliches Auge. Das Design gewann 1997 den Architekturpreis Prix National d'Architecture. Durch den Orkan Lothar Ende Dezember 1999 wurden fast 60 Prozent des Daches abgedeckt. Die größte Zuschauerkulisse fand sich am 23. Juli 2014 im Stadion ein. Zum Freundschaftsspiel Olympique Marseille gegen Benfica Lissabon (2:1) kamen 10.800 Zuschauer.
Das Stade Gabriel Montpied soll nach dem Willen der Metropolregion Clermont Auvergne Métropole in den nächsten Jahren in drei Phasen auf 30.000 Plätze ausgebaut werden. Zunächst soll eine neue Gegentribüne mit 6000 Plätzen für 24 Mio. Euro geplant. Die Arbeiten sollten 2021 beginnen. Die zweite Phase sieht die Errichtung einer Südtribüne vor, was die Kapazität auf 24.000 steigern soll. Die dritte Phase umfasst den Ausbau der Nordtribüne und insgesamt 30.000 Plätzen. Die neuen Ränge werden überdacht, die Haupttribüne würde weitestgehend unverändert bleiben. Die Überdachung soll auf einer hochaufragenden, stelzenartigen Konstruktion errichtet werden. Die Pläne stammen von Architekturbüro Ferret Architecture. Nach neuesten Meldungen soll der Umbau im September 2022 beginnen und bis in das Jahr 2025 andauern. Die Kosten werden auf 70 bis 77 Mio. Euro geschätzt. Zunächst bewilligte im Mai 2021 die Stadtverwaltung drei Mio. Euro für die Modernisierung des Stadions, da Clermont Foot in die Ligue 1 2021/22 aufgestiegen war. Sollten die Arbeiten nicht bis zum Saisonbeginn am 7. August 2021 abgeschlossen sein, wird der Club in das Stade Geoffroy-Guichard des AS Saint-Étienne umziehen. Allein 1,5 Mio. Euro soll die Aufrüstung der Flutlichtanlage von 1250 auf 2100 Lux kosten. Des Weiteren wird eine Videoüberwachungsanlage im Stadion installiert. Durch eine temporäre Tribüne soll die Kapazität auf 13.000 erweitert werden.